# Groupe de NGC 4631
Le groupe de NGC 4631 comprend au moins 14 galaxies situées dans les constellations des Chiens de chasse et de la Chevelure de Bérénice. La distance moyenne entre ce groupe et la Voie lactée est d'environ 6,34 Mpc (∼20,7 millions d'al). 

## Membres
Le tableau ci-dessous liste les 14 galaxies du groupe indiquées dans l'article de A.M. Garcia publié en 1993.
Selon Abraham Mahtessian, quatre des galaxies de ce groupe (NGC 4163, NGC 4190, NGC 4214 et NGC 4244) font partite du groupe de NGC 4214, la galaxie la plus brillante du groupe. Mahtessian mentionne aussi appartenance de NGC 4395 au groupe de NGC 4631, mais il n'y figure que cinq galaxies. En plus de NGC 4935, de NGC 4631 et de NGC 4656, deux autres galaxies non présentent dans la liste de Garcia y figurent, soit NGC 4509 et NGC 4627 qui occupent les deux dernières rangées du tableau.
Comme on peut souvent le constater, les frontières entre les groupes sont quelque peu arbitraires et dépendent des critères de proximité employés par les auteurs. Les distances assez différentes de certaines galaxies de ce groupe et assez incertaines dans certains cas expliquent aussi les différences entre les auteurs.

## Distance du groupe de NGC 4631
Comme on peut le constater dans le tableau de ce groupe, les vitesses radiales de toutes ces galaxies sont petites et habituellement on ne peut se fier à la loi de Hubble-Lemaître pour déterminer leur distance. On obtient avec celle-ci une valeur de 9,61 ± 3,38 Mpc (∼31,3 millions d'al). Les distances de toutes ces galaxies ont aussi été obtenues par des méthodes indépendantes du décalage vers le rouge. La valeur de la distance moyenne obtenue est de 6,34 ± 4,24 Mpc (∼20,7 millions d'al). Le grand écart type des distances est surtout dû aux valeurs de deux galaxies, soit NGC 4150 et IC 779. Quoi qu'il en soit, ces deux valeurs sont près l'une de l'autre et on peut raisonnablement conclure que la distance moyenne du groupe est d'environ environ 6,3 Mpc (∼20,5 millions d'al).  
| Nom                   | Constellation         | Class.     | Type                           | α (J2000.0)   | δ (J2000.0) | Vitesse radiale (km/s) | m          | Distance Hubble(Mpc) | Diamètre (kal) | D (Mpc)      |
| --------------------- | --------------------- | ---------- | ------------------------------ | ------------- | ----------- | ---------------------- | ---------- | -------------------- | -------------- | ------------ |
| NGC 4150              | Chevelure de Bérénice | SA0^0(r)?  | Lenticulaire                   | 12h 10m 33.6s | 30° 24′ 06″ | 208 ± 5                | 11,6       | 7,26 ± 0,59          | 29             | 12,9 ± 3,7   |
| NGC 4163              | Chiens de chasse      | IAm        | Irrégulière magellanique       | 12h 12m 09.1s | 36° 10′ 09″ | 164 ± 2                | 14,0       | 6,26 ± 0,52          | 5,8            | 2,93 ± 0,31  |
| NGC 4190              | Chiens de chasse      | Im pec     | Irrégulière magellanique       | 12h 13m 44.8s | 36° 38′ 03″ | 228 ± 1                | 13,3       | 7,17 ± 0,57          | 5,2            | 4,04 ± 1,32  |
| NGC 4214              | Chiens de chasse      | IABIs)m    | Irrégulière magellanique       | 12h 15m 39.2s | 36° 19′ 37″ | 291 ± 3                | 9,8        | 8,11 ± 0,63          | 31             | 2,98 ± 1,10  |
| NGC 4244              | Chiens de chasse      | SA(s)cd?   | Spirale                        | 12h 17m 29.6s | 37° 48′ 26″ | 244 ± 0                | 10,4       | 7,31 ± 0,57          | 72             | 4,10 ± 1,44  |
| NGC 4308              | Chevelure de Bérénice | E?         | Ellipitique naine              | 12h 21m 56.8s | 30° 04′ 28″ | 636 ± 2                | 13,4       | 13,5 ± 1,0           | 8,6            | 9,7 ± ?A     |
| NGC 4395              | Chiens de chasse      | SA(s)m?    | Spirale magellanique           | 12h 25m 48.8s | 33° 32′ 49″ | 319 ± 1                | 10,2       | 8,63 ± 0,66          | 65             | 4,26 ± 1,09  |
| NGC 4631              | Chiens de chasse      | SB(s)d     | Spirale barrée                 | 12h 42m 08.0s | 32° 32′ 29″ | 610 ± 2                | 9,2        | 12,9 ± 0,9           | 82             | 5,10 ± 1,54  |
| NGC 4656              | Chiens de chasse      | SB(s)m pec | Spirale barrée magellanique    | 12h 43m 57.7s | 32° 10′ 05″ | 646 ± 1                | 10,5       | 13,4 ± 1,0           | 104            | 4,99 ± 1,87  |
| IC 779                | Chevelure de Bérénice | E          | Elliptique                     | 12h 19m 38.7s | 29° 53′ 00″ | 937 ± 9                | 13,8       | 7,44 ± 0,60          | 17             | 16,6 ± 2,8   |
| UGCA 292 (PGC 42275)B | Chiens de chasse      | Im?        | Irrégulière magellanique naine | 12h 38m 40.0s | 32° 46′ 01″ | 309 ± 1                | 13,1 ± 0,2 | 8,44 ± 0,65          | 3,3            | 3,49 ± 0,26  |
| UGC 7605              | Chiens de chasse      | Im         | Irrégulière magellanique naine | 12h 28m 38.7s | 35° 43′ 03″ | 310 ± 0,3              | 14,4       | 8,35 ± 0,64          | 6,7            | 4,39 ± 0,38  |
| UGC 7698              | Chiens de chasse      | Im         | Irrégulière magellanique       | 12h 32m 54.4s | 31° 32′ 28″ | 331 ± 1                | 12,7       | 8,88 ± 0,68          | 26             | 3,99 ± 2,23  |
| UGCA 276              | Chiens de chasse      | Im?        | Irrégulière magellanique naine | 12h 14m 57.9s | 36° 13′ 08″ | 284 ± 6                | 14,39      | 8,01 ± 0,63          | 3,5            | 3,66 ± 1,62  |
| NGC 4509              | Chiens de chasse      | IBm?       | Irrégulière magellanique naine | 12h 33m 06.8s | 32° 05′ 30″ | 937 ± 9                | 13,5       | 17,8 ± 1,3           | 9,6            | 10,1 ± ?A    |
| NGC 4627              | Chiens de chasse      | E4 pec     | Elliptique                     | 12h 41m 59.7s | 32° 34′ 25″ | 542 ± 16               | 12,4       | 11,9 ± 0,9           | 23             | 9,34 ± 0,06A |

- A Trois mesures et moins.
- B Cette galaxie est notée MCG  6-28-0 dans l'article de Garcia, mais la base de données NASA/IPAC ne retourne rien lorsqu'on entre cette désignation. On doit utiliser sa désignation PGC 42275 pour obtenir ses renseignements.

Le site DeepskyLog permet de trouver aisément les constellations des galaxies mentionnées dans ce tableau ou si elles ne s'y trouvent pas, l'outil du site constellation permet de le faire à l'aide des coordonnées de la galaxie. Sauf indication contraire, les données proviennent du site NASA/IPAC.